# Подгайчиковская сельская община
Подгайчиковская сельская общи́на (укр. Підгайчиківська сільська громада) — территориальная община в Коломыйском районе Ивано-Франковской области Украины.
Административный центр — село Подгайчики.
Население составляет 4977 человек. Площадь — 58,1 км².

## Населённые пункты
В состав общины входят 6 сёл:
- Джурков
- Загайполь
- Кобылец
- Назирная
- Пищаче
- Подгайчики